# Funky Bee
Funky Bee (ファンキービー?, Fankī Bī) è uno sparatutto a scorrimento per arcade edito da Orca Corporation nel 1982.

## Modalità di gioco
In Funky Bee, il giocatore prende il controllo di un'ape, la quale sorvola un'ampia e incontaminata distesa naturale con l'intento di raggiungere l'alveare, evitando calabroni, libellule e varie specie di insetti che incrocia lungo il tragitto. Nonostante lo schermo scorre automaticamente in verticale, l'ape può muoversi tramite il joystick in tutte e otto le direzioni. Il giocatore premendo il pulsante può consentire all'ape di sparare pungiglioni contro i nemici per eliminarli, ma il colpo è solo uno alla volta. La suddetta distesa è ricca anche di fiori, i quali l'ape passa sopra per impollinarli e guadagnare punti extra. Una volta arrivato a destinazione, l'alveare per l'appunto, il giocatore riceve il bonus e il grado di prestazione per il numero di fiori che ha impollinato nel corso del livello. Una vita viene perduta se l'ape collide con un insetto, sbatte contro un albero o viene bruciato dal fuoco. Quando tutte le vite a disposizione sono esaurite, la partita termina.